# صالح بن محمد النابت
صالح بن محمد النابت (انگلیسی: Saleh Mohammad Al Nabit؛ زادهٔ ۳۰ مارس ۱۹۶۵) یک اقتصاددان اهل قطر است. 